# Ullrich Krause

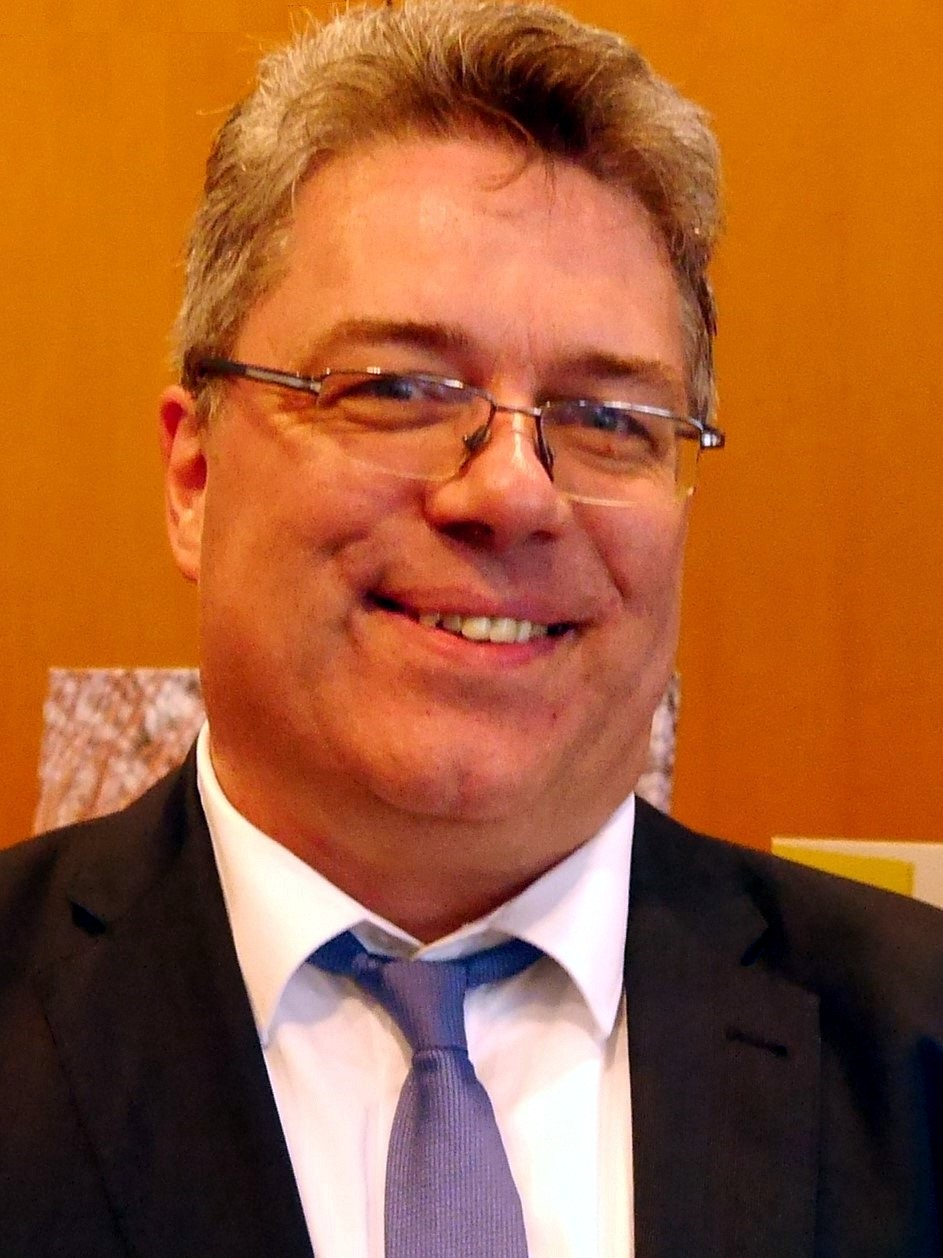
Ullrich Krause, 2017 in Berlin

Ullrich Krause (* 15. November 1967 in Lübeck) ist ein deutscher Schachspieler und war von 2017 bis 2023 Präsident des Deutschen Schachbundes.

## Leben
Ullrich Krause besuchte von 1978 bis 1987 das Johanneum zu Lübeck, wo er sein Abitur bestand. Von 1987 bis 1989 leistete er seinen Zivildienst bei der Arbeiterwohlfahrt in Lübeck ab. Danach studierte er Mathematik an der Christian-Albrechts-Universität zu Kiel und schloss als Diplom-Mathematiker ab. Seit 1997 ist er als Software-Entwickler und -Tester in Lübeck tätig.
Im Jahr 1981 wurde er Mitglied im Lübecker Schachverein von 1873.

## Schach
Als Jugendlicher nahm er an etlichen Jugendmeisterschaften mit unterschiedlichen Erfolgen teil.
- 1984 B-Jugend-Landesmeister von Schleswig-Holstein (Neumünster).
- 1984 Teilnahme an der DJEM in Tönisvorst.
- 1987 Vize-Jugend-Landesmeister von Schleswig-Holstein (Neumünster).
- 1987 Teilnahme an der DJEM in Altensteig.[2]
- 1987 2. bis 4. Platz beim Internationalen Jugendturnier in Hamburg.

Seine späteren Erfolge waren:
- 1992 Landesmeister von Schleswig-Holstein (Kiel)
- 1995 Landesmeister von Schleswig-Holstein (Segeberg)
- 1999 Landesmeister von Schleswig-Holstein (Büsum)
- 2007 Landesmeister von Schleswig-Holstein (Itzehoe)
- 2014 Landesmeister von Schleswig-Holstein (Leck)[3]

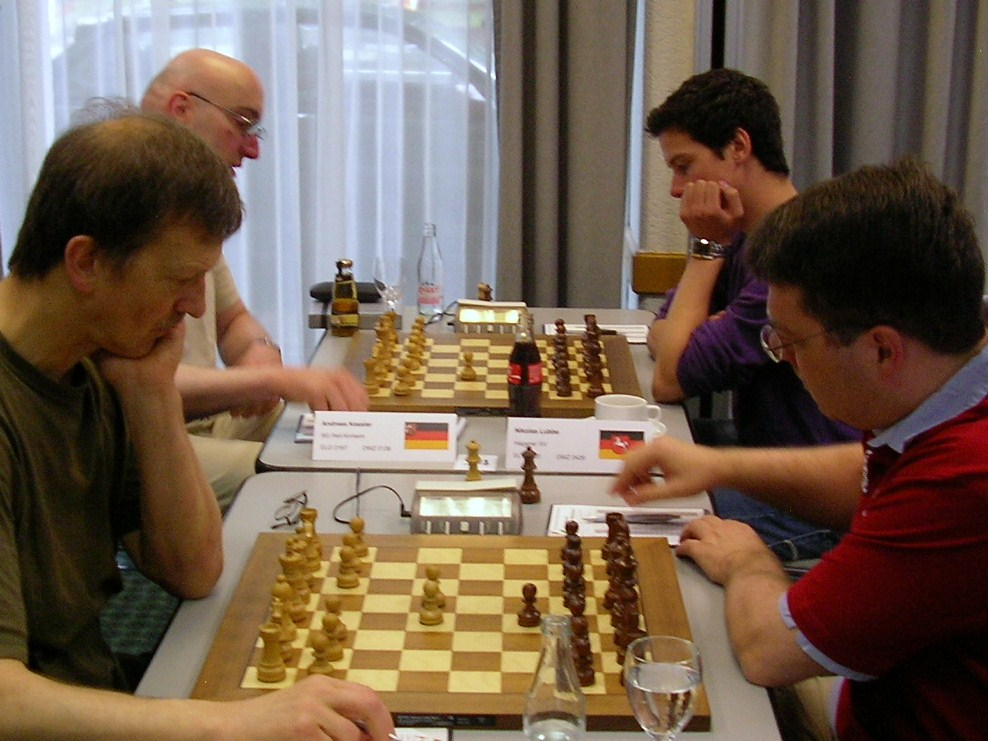
Vorn: Herbert Bastian – Ullrich Krause, Deutsche Meisterschaft 2011 in Bonn.

Im Jahr 1999 erfüllte er eine Norm für den Titel eines Internationalen Meisters bei der Deutschen Einzelmeisterschaft in Altenkirchen, die Robert Hübner vor Rustem Dautov gewann. Insgesamt nahm er fünfmal an Deutschen Meisterschaften teil. Seine beste Elo-Zahl war 2340 im Juli 1992. 2006 wurde ihm der Titel eines FIDE-Meisters verliehen.

### Lübecker Schachverein
Seit 1981 ist Ullrich Krause Mitglied im Lübecker Schachverein von 1873 und spielte ab 1992 bis 2015 mit kurzen Unterbrechungen in der zweiten Schachbundesliga. Er engagierte sich als Jugendsprecher (1985 bis 1987), als 2. Jugendwart (1987 bis 1989) und als 1. Jugendwart (1987 bis 2001) im Lübecker Schachverein.

### Funktionär

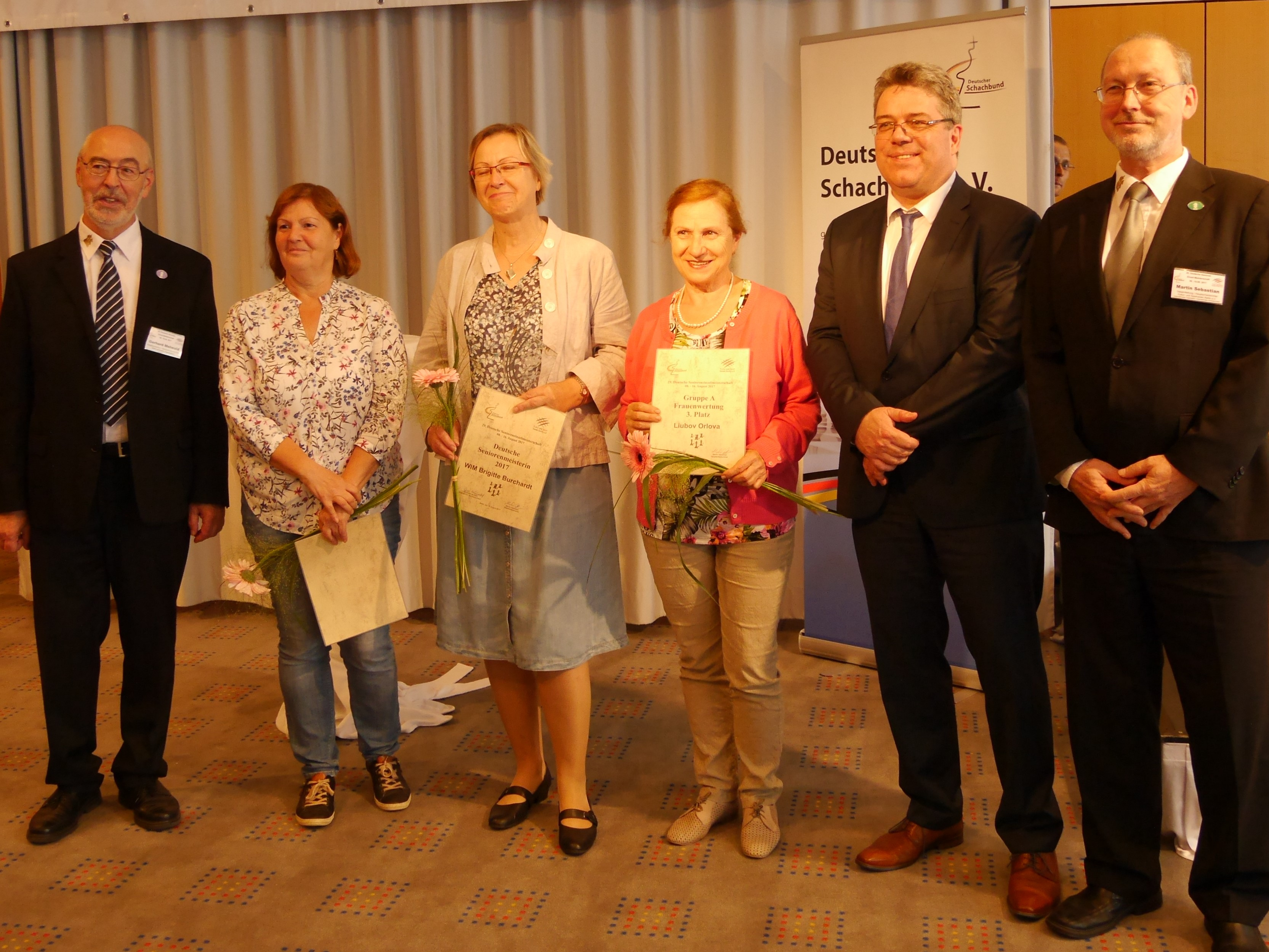
Ullrich Krause (Zweiter von rechts), Siegerehrung der besten Frauen der deutschen Seniorenmeisterschaften 2017

Krause war von 2001 bis 2013 Vorsitzender des Lübecker Schachvereins. Zu dieser Zeit wurde der Lübecker Schachverein Deutscher Mannschaftsmeister (2001, 2002 und 2003).
Von 2008 bis 2018 war er Präsident des Schachverbandes Schleswig-Holstein, seit 2018 ist er Vizepräsident. Er blieb jedoch seinem Lübecker Verein treu und ist zweiter Vorsitzender seit 2013. Von 2017 bis 2018 war er zusätzlich 1. Jugendwart im Lübecker Schachverein.
Zum Präsidenten des Deutschen Schachbundes wurde er im Mai 2017 als Nachfolger von Herbert Bastian gewählt.
Auch als Organisator diverser Turniere, wie der 87. Deutschen Einzelmeisterschaft 2016 in Lübeck, war er tätig.

## Ehrungen
Seit Januar 2018 ist Krause Ehrenmitglied des Lübecker Schachvereins. Gründonnerstag 2018 erhielt er die goldene Ehrennadel des Schachverbandes Schleswig-Holstein. Am selben Tag hat er nicht mehr für das Amt des Präsidenten des Schachverbandes kandidiert. Sein Nachfolger wurde Rüdiger Schäfer aus Norderstedt, Krause wurde zum Vizepräsidenten gewählt. Im Oktober 2021 hat er auch für dieses Amt nicht mehr kandidiert und wurde auf dem Kongress des Verbandes zum Ehrenpräsidenten ernannt.